# Roberto Antonio Dávila Uzcátegui
Roberto Antonio Dávila Uzcátegui (ur. 6 listopada 1929 w Mérida, zm. 25 października 2021) – wenezuelski duchowny rzymskokatolicki, w latach 1992-2005 biskup pomocniczy Caracas.

## Życiorys
Święcenia kapłańskie przyjął 31 października 1954. 23 czerwca 1972 został mianowany prałatem terytorialnym San Fernando de Apure ze stolicą tytularną Aurusuliana. Sakrę biskupią otrzymał 10 września 1972. 12 listopada 1974 został podniesiony do rangi biskupa diecezjalnego, a 23 czerwca 1992 został mianowany biskupem pomocniczym Caracas ze stolicą tytularną Arindela. 12 grudnia 2005 przeszedł na emeryturę.